# Параметризм
Параметризм (англ. Parametricism), также параметрическая архитектура, алгоритмическая архитектура — направление в современной архитектуре, «новый стиль постиндустриального общества», «стиль цифровой эпохи».

## История термина
Термин был впервые предложен архитектором Патриком Шумахером в 2008 году на 11-й архитектурной биеннале в Венеции: он выступил здесь с докладом, в котором указал, что в авангардной архитектуре в течение последних 15 лет оформился принципиально новый стиль. В том же году им был опубликована статья Parametricism — A New Global Style for Architecture and Urban Design (с англ. — «Параметризм: новый глобальный стиль архитектуры и городского дизайна»), ставшая манифестом параметризма. Архитектурный проект, по Шумахеру, должен представлять собой систему, в которой все архитектурные элементы параметрически связаны; за счёт этой связанности достигается гибкость системы. Вместо классических геометрических фигур и тел — прямых линий, прямоугольников, цилиндров и пирамид — в параметрических проектах используются принципиально новые динамические элементы, основанные на тесселяции, сплайнах и различного рода математических преобразованиях. Результатом архитектурного проекта в стиле параметризма должен быть разнородный городской пейзаж с удобной навигацией, в котором есть как зоны регулярной застройки, так и архитектурные акценты.

Ведущим параметрическим бюро стало Zaha Hadid architects. Одним из известных творений Захи Хадид является центр Гейдара Алиева в Баку
Параметризм основан на использовании параметрических моделей в архитектурном дизайне, которые, в свою очередь, появились как следствие внедрения новых технологий в архитектурное проектирование. «Краеугольным камнем» параметризма является архитектурное формообразование на основе заданного алгоритма и заданных параметров. В начале XX века параметризм развивался как одно из авангардных направлений, а во втором десятилетии XXI века уже стал претендовать на ведущую роль среди современных архитектурных направлений. Зачатки параметризма можно найти в цифровых методах компьютерной анимации 1990-х годов, однако полноценное появление этого архитектурного стиля связано с появлением параметрических дизайнерских систем.
Основные пластические идеи параметризма были найдены благодаря экспериментам с компьютерной графикой, хотя ещё до появления компьютеров, первые ростки параметризма проявились ещё в начале XX века в архитектуре Антонио Гауди. Основоположники и наиболее яркие представители параметризма: Сантьяго Калатрава, Ян Каплицки, Грег Линн, Заха Хадид, Костас Варотос, Джон Фрейзер, Пол Коатс, Питер Айсенман, Фрэнк Гери.